# Уануко (регіон)
Уа́нуко (ісп. Huánuco, повна назва Región Huánuco) — регіон Перу, розташований в центрі країни. Межує з регіонами Ла-Лібертад, Сан-Мартін і Лорето на півночі, Укаялі на сході, Паско і Ліма на півдні та Анкаш на заході. Столиця регіону — місто Уануко.
| Перу | Це незавершена стаття з географії Перу. Ви можете допомогти проєкту, виправивши або дописавши її. |